# Queen of the Damned (film)
Queen of the Damned is de verfilming van een verhaal dat meerdere boeken van Anne Rice overlapt, maar draait vooral om de vampier Lestat. De film dateert uit 2002.

## Verhaal
Na jaren slapend door te hebben gebracht wordt Lestat gewekt door moderne rockmuziek. Hij besluit dat hij niet langer verborgen wil blijven voor de wereld. Hij wil gekend en bekend worden en wordt een rockster. Zijn muziek maakt verschillende gevoelens los bij andere vampieren, en Lestat moet zich zien te weren tegen moordlustige tegenstanders. Jessy is student bij de Talamsca, een geheim genootschap dat al duizenden jaren het bovennatuurlijke in de gaten houdt en opschrijft. Ze ontdekt dat de wannabe-vampier-rockster Lestat het echte werk is en besluit op verder onderzoek uit te gaan. Ze stuit op zijn verleden en ontwikkelt een emotionele band met hem. Maar dan wordt Akasha wakker, the "Queen of the Damned", en zij heeft zo haar eigen plannen met Lestat.

## Rolverdeling
- Stuart Townsend als Lestat de Lioncourt
- Aaliyah als Akasha
- Marguerite Moreau als Jesse Reeves
Richael Tanner als de jonge Jesse
- Vincent Perez als Marius de Romanus
- Paul McGann als David Talbot
- Lena Olin als Maharet
- Christian Manon als Mael
- Claudia Black als Pandora
- Bruce Spence als Khayman
- Matthew Newton als Armand
- Tiriel Mora als Roger
- Megan Dorman als Maudy
- Johnathan Devoy als James
- Robert Farnham als Alex
- Conrad Standish als T.C.

## Filmmuziek
Op 22 februari 2002 verscheen de filmmuziek op cd. Op dit muziekalbum stonden de volgende nummers:

| 1.                 | Not Meant for Me               | Wayne Static (van Static-X)          | 4:09 |
| 2.                 | Forsaken                       | David Draiman (van Disturbed)        | 3:37 |
| 3.                 | System                         | Chester Bennington (van Linkin Park) | 5:03 |
| 4.                 | Change (In the House of Flies) | Deftones                             | 5:01 |
| 5.                 | Redeemer                       | Marilyn Manson                       | 4:19 |
| 6.                 | Dead Cell                      | Papa Roach                           | 3:07 |
| 7.                 | Penetrate                      | Godhead                              | 4:18 |
| 8.                 | Slept So Long                  | Jay Gordon (van Orgy)                | 5:29 |
| 9.                 | Down with the Sickness         | Disturbed                            | 4:39 |
| 10.                | Cold                           | Static-X                             | 3:00 |
| 11.                | Headstrong                     | Earshot                              | 4:54 |
| 12.                | Body Crumbles                  | Dry Cell                             | 3:07 |
| 13.                | Excess                         | Tricky                               | 4:43 |
| 14.                | Before I'm Dead                | Kidneythieves                        | 4:50 |
| Totale duur: 60:27 |                                |                                      |      |